# 埃姆登 (伊利諾伊州)
埃姆登（英語：Emden）是位於美國伊利諾伊州洛根縣的一個村落。

## 地理
埃姆登的座標為40°17′52″N 89°29′07″W / 40.29778°N 89.48528°W，而該地最高點為海拔高度180米（即591英尺）。

## 人口
根據2010年美國人口普查的數據，埃姆登的面積為0.61平方千米，當中陸地面積為0.61平方千米，而水域面積為0.03平方千米。當地共有人口485人，而人口密度為每平方千米795人。